# Första söndagen efter trefaldighet
Första söndagen efter trefaldighet är en av söndagarna i "kyrkans vardagstid".
Den infaller 9 veckor efter påskdagen.
Den liturgiska färgen är grön.
Temat för dagens bibeltexter enligt evangelieboken är Vårt dop:, och en välkänd text är berättelsen i Apostlagärningarna om det första hednadopet:
Den egypiske hovmannen sade till Filippos
"Här finns vatten. Är det något som hindrar att jag blir döpt?"

## Svenska kyrkan

### Texter
Söndagens tema enligt 2003 års evangeliebok är Vårt dop. De bibeltexter som används för att belysa dagens tema är:
| Första årgången                                               | Andra årgången                                                        | Tredje årgången                                                               | Psaltarpsalm      |
| Hesekiel 36:25-28 Romarbrevet 6:3-11 Johannesevangeliet 3:1-8 | Andra Moseboken 14:21-22 Titusbrevet 3:4-8 Johannesevangeliet 1:29-34 | Första Moseboken 7:11-23 Apostlagärningarna 8:26-39 Matteusevangeliet 3:11-12 | Psaltaren 66:5-12 |

### Fotnoter
1. ↑  ”Första söndagen efter trefaldighet”. Svenska kyrkan. https://www.svenskakyrkan.se/troochandlighet/kyrkoarets-bibeltexter?helgdag=52. Läst 27 november 2015.
2. ↑   Den svenska psalmboken med tillägg. Stockholm: Verbum. 2005. sid. 1458–1461. Libris ht7wjxh8f3k4gcqk. ISBN 978-91-526-5515-3